# 新木駅

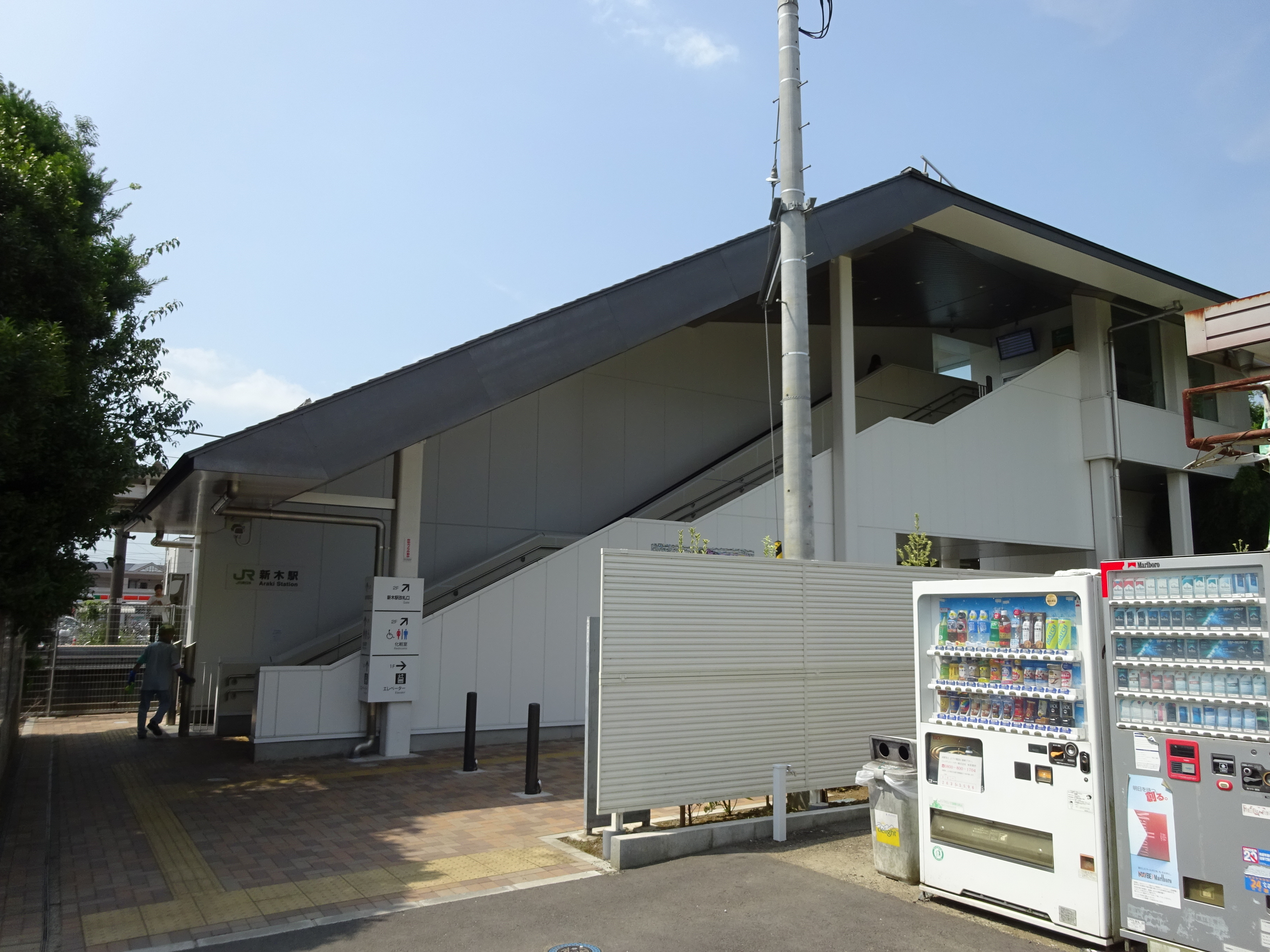
北口（2018年7月）

新木駅（あらきえき）は、千葉県我孫子市新木にある、東日本旅客鉄道（JR東日本）成田線（我孫子支線）の駅である。

## 歴史
- 1958年（昭和33年）4月1日：日本国有鉄道（国鉄）の駅として開設[1][4]。気動車の旅客のみ取扱[5]の駅員無配置駅だった[6]。
- 1979年（昭和54年）4月1日：北口側跨線橋の供用を開始。
- 1987年（昭和62年）4月1日：国鉄分割民営化に伴い、東日本旅客鉄道（JR東日本）の駅となる[1][5]。
- 1998年（平成10年）12月1日：無人駅から業務委託駅に変更。
- 2001年（平成13年）
  - 11月18日：ICカード「Suica」の利用が可能となる[広報 1]。
  - 12月16日：南口側跨線橋の供用開始、西口を閉鎖。
- 2006年（平成18年）3月20日：ホーム嵩上げ完成。
- 2016年（平成28年）6月26日：橋上駅舎部分の供用開始[7]。
- 2017年（平成29年）
  - 1月24日：橋上駅舎の完全供用を開始[8][9]。
  - 2月8日：発車メロディを導入[要出典]。
- 2023年（令和5年）12月8日：発車メロディを変更[10]。

## 駅構造
島式ホーム1面2線を有する地上駅。2006年にはホームリフレッシュ工事が行われた。かつては我孫子方にコンクリート製駅舎があったが、現在は解体されて出入口（西口）も閉鎖されている。現在の橋上駅舎は、2016年6月26日に改札口および南口の部分供用を開始し（同時に自動改札機が設置された）、2017年1月24日に完全供用を開始した。
成田統括センター（湖北駅）管理でJR東日本ステーションサービスが駅業務を受託する業務委託駅であるが、お客さまサポートコールシステムが導入されており、終日遠隔での対応も合わせて実施されている。また、自動券売機と乗車駅証明書発行機が設置されている。橋上駅舎供用開始前は、列車が到着する度に駅員が駅事務室から改札に出向き、ホームから外に出る乗客のチェックのみ行っていた。外からホームに入る乗客は、改札をそのまま通り抜けてホーム中程にある駅事務室で切符を購入していた。
南口はロータリーが整備されており、バス乗り場がある。一方北口は、国道356号から分かれる細い道路の奥に位置している。南口と北口それぞれに駐輪場が整備されている。トイレは橋上駅舎の中の改札外に設置されている。

### のりば
| 番線 | 路線                   | 方向 | 行先             | 備考                         |
| ---- | ---------------------- | ---- | ---------------- | ---------------------------- |
| 1    | ■ 成田線（我孫子支線） | 上り | 我孫子・上野方面 | 基本的に当ホームを使用する。 |
| 1    | ■ 成田線（我孫子支線） | 下り | 成田方面         | 基本的に当ホームを使用する。 |
| 2    | ■ 成田線（我孫子支線） | 上り | 我孫子・上野方面 |                              |

（出典：JR東日本:駅構内図）
- 1番線を上下本線とした1線スルー構造であり、1・2番線いずれも両方面からの到着・出発が可能である。
- 当駅で列車交換を行わない場合や通過列車は、我孫子方面行列車も1番線を使用する。
- 行違いを行う場合、成田行は1番線、我孫子方面行は2番線を使用する。2番線着発時は成田方で35 km/h、我孫子方で45 km/hの速度制限を受ける。一方1番線は成田方で55 km/h、我孫子方は制限無し。

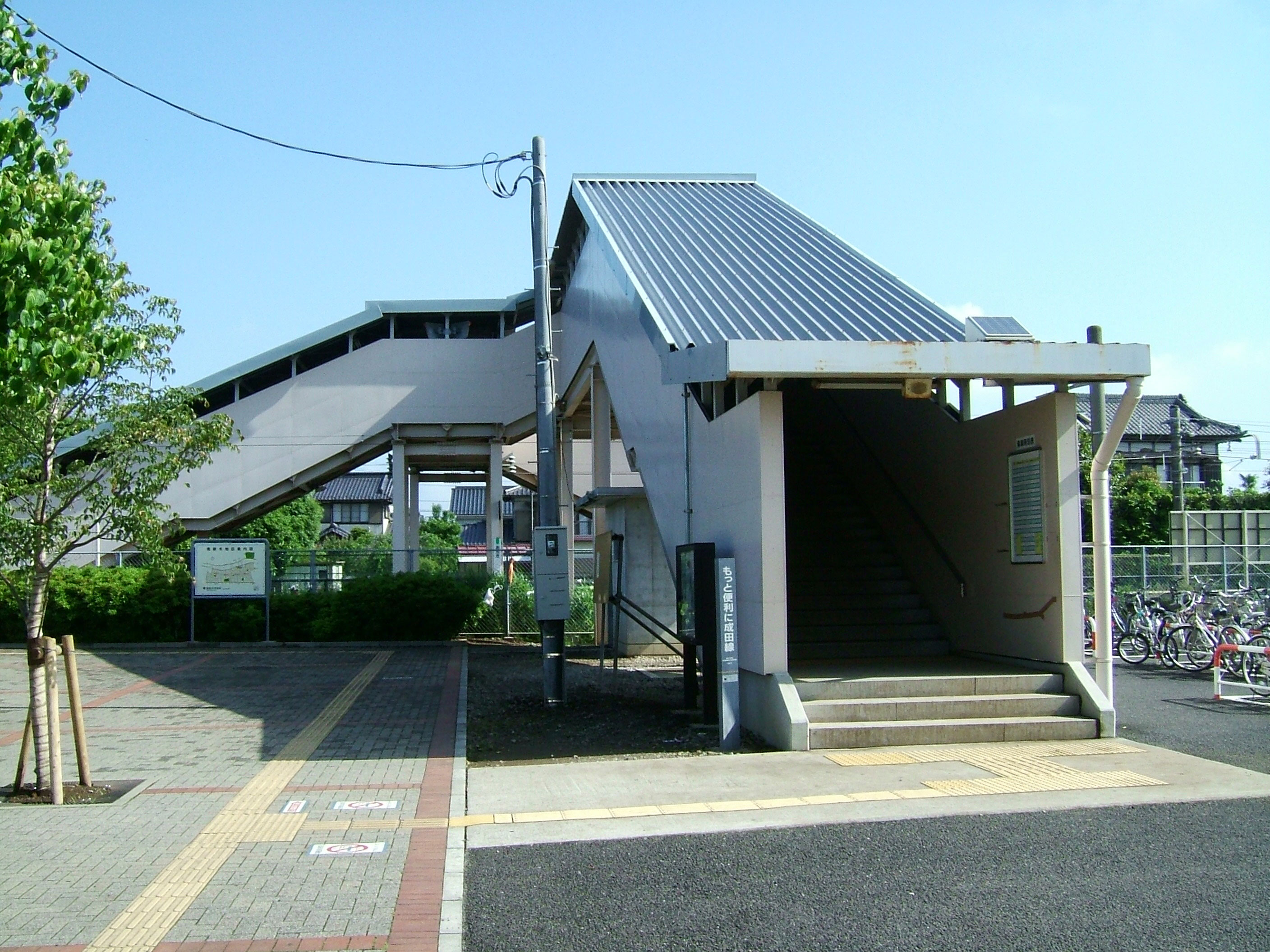
旧跨線橋 南口（2008年6月）
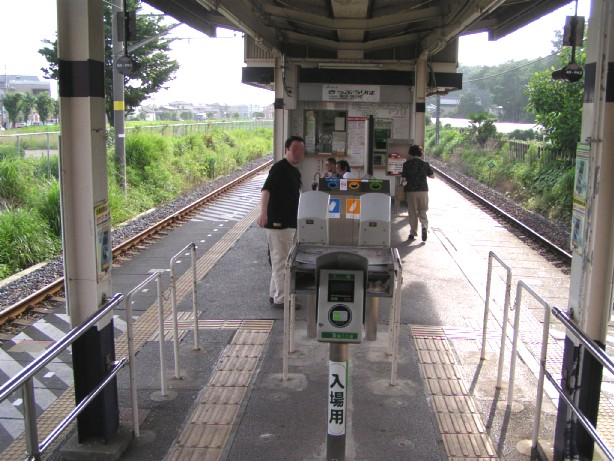
旧改札及び旧事務室（2005年7月）
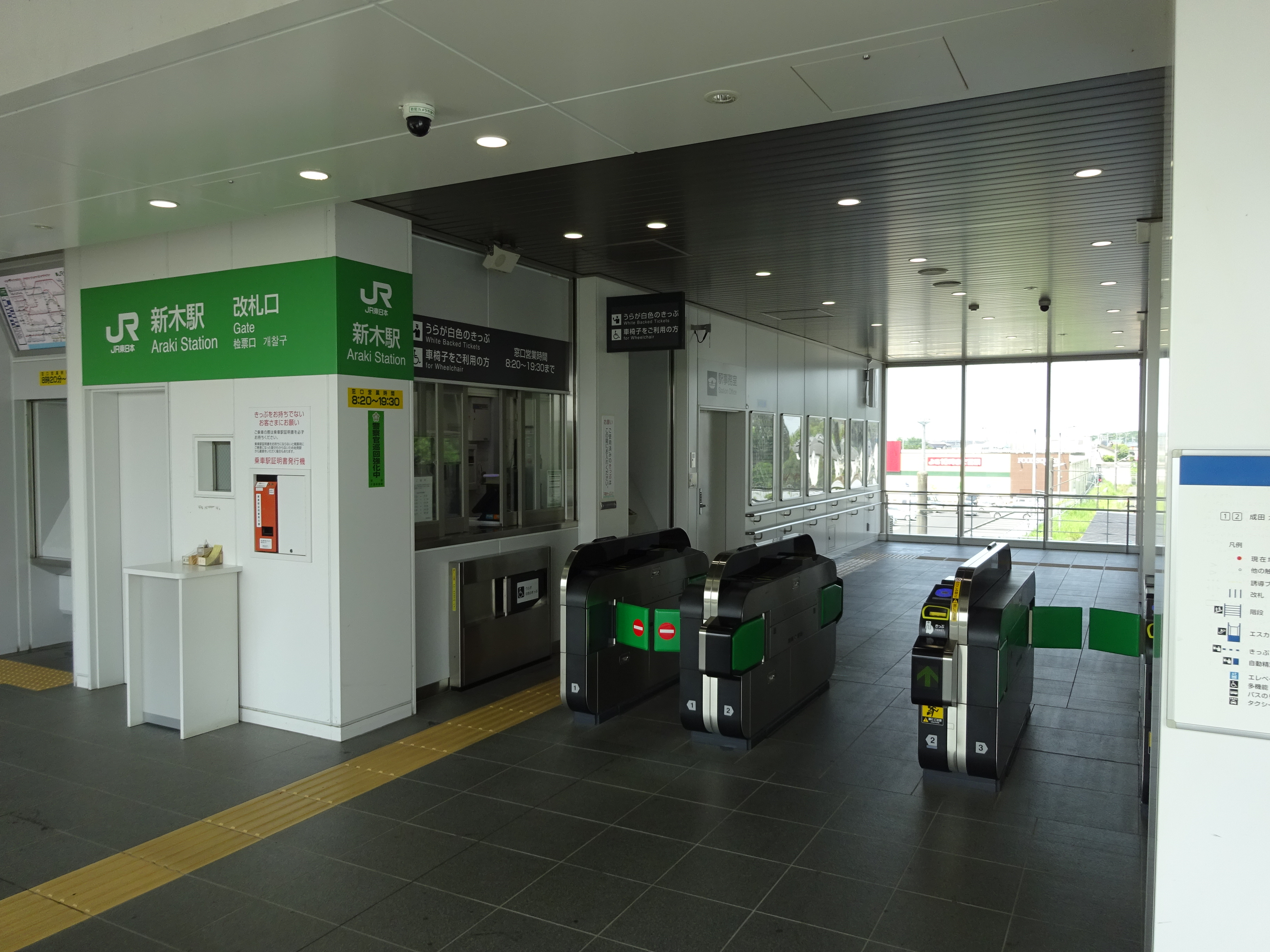
改札口（2018年7月）
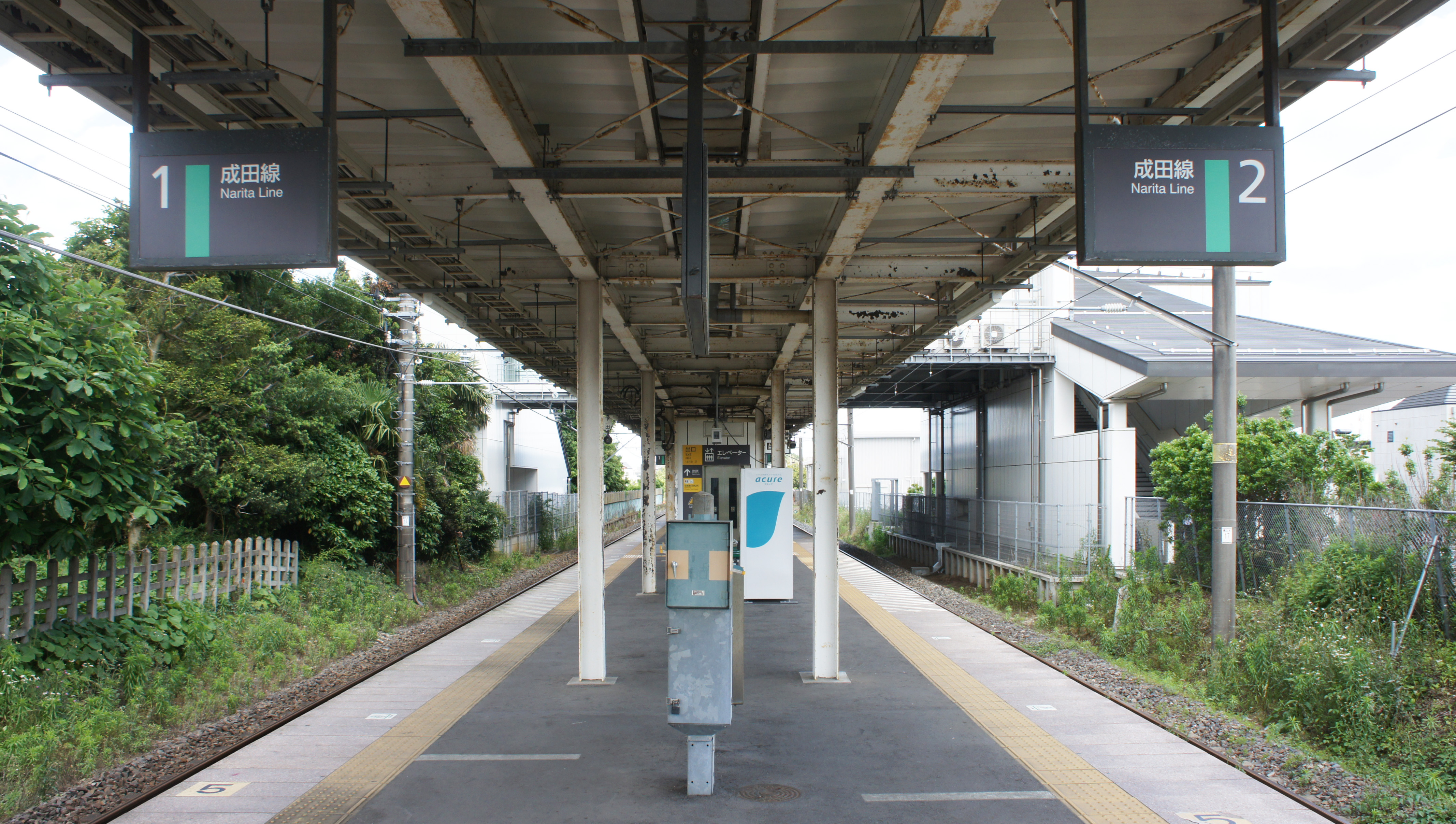
ホーム（2021年5月）

### 発車メロディ
長らく発車ベルを使用していたが、2017年2月8日から発車メロディを導入している。
曲は導入当初からスイッチ制作のメロディを使用している（2023年12月8日に曲の変更が行われている）。
| 上り | ■ | JR-SHR9-3 |
| 下り | ■ | JR-SHR6-1 |

| 上り | ■ | 朝のドヴィッシー |
| 下り | ■ | 窓の花飾り       |

## 利用状況
2023年（令和5年）度の1日平均乗車人員は2,656人である。
JR東日本及び千葉県統計年鑑によると、近年の1日平均乗車人員の推移は以下の通り。
| 年度               | 1日平均 乗車人員 | 出典     |
| ------------------ | ---------------- | -------- |
| 1990年（平成02年） | 2,418            | [ * 1 ]  |
| 1991年（平成03年） | 2,185            | [ * 2 ]  |
| 1992年（平成04年） | 2,309            | [ * 3 ]  |
| 1993年（平成05年） | 2,478            | [ * 4 ]  |
| 1994年（平成06年） | 2,497            | [ * 5 ]  |
| 1995年（平成07年） | 2,473            | [ * 6 ]  |
| 1996年（平成08年） | 2,410            | [ * 7 ]  |
| 1997年（平成09年） | 2,246            | [ * 8 ]  |
| 1998年（平成10年） | 2,221            | [ * 9 ]  |
| 1999年（平成11年） | 2,317            | [ * 10 ] |
| 2000年（平成12年） | 2,421            | [ * 11 ] |
| 2001年（平成13年） | 2,638            | [ * 12 ] |
| 2002年（平成14年） | 2,914            | [ * 13 ] |
| 2003年（平成15年） | 3,001            | [ * 14 ] |
| 2004年（平成16年） | 2,996            | [ * 15 ] |
| 2005年（平成17年） | 2,931            | [ * 16 ] |
| 2006年（平成18年） | 2,971            | [ * 17 ] |
| 2007年（平成19年） | 2,989            | [ * 18 ] |
| 2008年（平成20年） | 3,006            | [ * 19 ] |
| 2009年（平成21年） | 2,963            | [ * 20 ] |
| 2010年（平成22年） | 2,958            | [ * 21 ] |
| 2011年（平成23年） | 2,905            | [ * 22 ] |
| 2012年（平成24年） | 2,919            | [ * 23 ] |
| 2013年（平成25年） | 2,951            | [ * 24 ] |
| 2014年（平成26年） | 2,855            | [ * 25 ] |
| 2015年（平成27年） | 2,891            | [ * 26 ] |
| 2016年（平成28年） | 2,937            | [ * 27 ] |
| 2017年（平成29年） | 2,910            | [ * 28 ] |
| 2018年（平成30年） | 2,908            | [ * 29 ] |
| 2019年（令和元年） | 2,871            | [ * 30 ] |
| 2020年（令和02年） | 2,209            |          |
| 2021年（令和03年） | 2,363            |          |
| 2022年（令和04年） | 2,505            |          |
| 2023年（令和05年） | 2,656            |          |

## 駅周辺
区画整理事業の対象となった南口駅前は宅地造成が進み、沿線人口も増加している。南口周辺は我孫子市の定める禁煙重点地域となっている。

### 北口
- 国道356号
- 我孫子市役所クリーンセンター
- 新木近隣センター
- 我孫子新木郵便局
- 新堀自動車専門学校
- 千葉県立我孫子特別支援学校
- 我孫子市立新木小学校
- メディカルプラザ平和台病院
- 気象台記念公園（気象送信所の跡地）
- 新木野団地
- 県営我孫子新木団地
- ケーヨーデーツー新木野店
- ドラッグセイムス布佐店
- 京葉銀行新木支店

### 南口

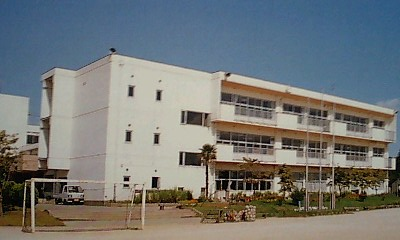
我孫子市立布佐南小学校

- 新木行政サービスセンター
- 我孫子警察署新木駅前交番
- 布佐平和台西部地域
- 我孫子市立布佐南小学校
- 私立布佐台幼稚園
- カスミフードスクエア新木駅前店
- ジョイフーズ新木駅前店
- 浅間橋（手賀川）

## バス路線
新木駅南口
- 阪東自動車
  - 布72：布佐駅南口行

新木駅入口
- 阪東自動車
  - 布73：布佐駅南口行 / 天王台駅北口行

新木駅北口
- あびバス
  - 新木ルート：湖北駅北口行

## 隣の駅
東日本旅客鉄道（JR東日本）
■成田線（我孫子支線）
湖北駅 - 新木駅 - 布佐駅

#### 広報資料・プレスリリースなど一次資料
1. ↑  “Suicaご利用可能エリアマップ（2001年11月18日当初）” (PDF).   東日本旅客鉄道. 2019年7月27日時点のオリジナルよりアーカイブ。2020年4月24日閲覧。

#### 利用状況に関する資料
1. ↑  千葉県統計年鑑 - 千葉県
2. ↑  我孫子市の統計 - 我孫子市

JR東日本の2000年度以降の乗車人員
1. 1 2 3  各駅の乗車人員（2023年度） - JR東日本
2. ↑  各駅の乗車人員（2000年度） - JR東日本
3. ↑  各駅の乗車人員（2001年度） - JR東日本
4. ↑  各駅の乗車人員（2002年度） - JR東日本
5. ↑  各駅の乗車人員（2003年度） - JR東日本
6. ↑  各駅の乗車人員（2004年度） - JR東日本
7. ↑  各駅の乗車人員（2005年度） - JR東日本
8. ↑  各駅の乗車人員（2006年度） - JR東日本
9. ↑  各駅の乗車人員（2007年度） - JR東日本
10. ↑  各駅の乗車人員（2008年度） - JR東日本
11. ↑  各駅の乗車人員（2009年度） - JR東日本
12. ↑  各駅の乗車人員（2010年度） - JR東日本
13. ↑  各駅の乗車人員（2011年度） - JR東日本
14. ↑  各駅の乗車人員（2012年度） - JR東日本
15. ↑  各駅の乗車人員（2013年度） - JR東日本
16. ↑  各駅の乗車人員（2014年度） - JR東日本
17. ↑  各駅の乗車人員（2015年度） - JR東日本
18. ↑  各駅の乗車人員（2016年度） - JR東日本
19. ↑  各駅の乗車人員（2017年度） - JR東日本
20. ↑  各駅の乗車人員（2018年度） - JR東日本
21. ↑  各駅の乗車人員（2019年度） - JR東日本
22. ↑  各駅の乗車人員（2020年度） - JR東日本
23. ↑  各駅の乗車人員（2021年度） - JR東日本
24. ↑  各駅の乗車人員（2022年度） - JR東日本

千葉県統計年鑑
1. ↑  千葉県統計年鑑（平成3年）
2. ↑  千葉県統計年鑑（平成4年）
3. ↑  千葉県統計年鑑（平成5年）
4. ↑  千葉県統計年鑑（平成6年）
5. ↑  千葉県統計年鑑（平成7年）
6. ↑  千葉県統計年鑑（平成8年）
7. ↑  千葉県統計年鑑（平成9年）
8. ↑  千葉県統計年鑑（平成10年）
9. ↑  千葉県統計年鑑（平成11年）
10. ↑  千葉県統計年鑑（平成12年）
11. ↑  千葉県統計年鑑（平成13年）
12. ↑  千葉県統計年鑑（平成14年）
13. ↑  千葉県統計年鑑（平成15年）
14. ↑  千葉県統計年鑑（平成16年）
15. ↑  千葉県統計年鑑（平成17年）
16. ↑  千葉県統計年鑑（平成18年）
17. ↑  千葉県統計年鑑（平成19年）
18. ↑  千葉県統計年鑑（平成20年）
19. ↑  千葉県統計年鑑（平成21年）
20. ↑  千葉県統計年鑑（平成22年）
21. ↑  千葉県統計年鑑（平成23年）
22. ↑  千葉県統計年鑑（平成24年）
23. ↑  千葉県統計年鑑（平成25年）
24. ↑  千葉県統計年鑑（平成26年）
25. ↑  千葉県統計年鑑（平成27年）
26. ↑  千葉県統計年鑑（平成28年）
27. ↑  千葉県統計年鑑（平成29年）
28. ↑  千葉県統計年鑑（平成30年）
29. ↑  千葉県統計年鑑（令和元年）
30. ↑  千葉県統計年鑑（令和2年）